# Rhodopsalta leptomera
Rhodopsalta leptomera är en insektsart som först beskrevs av Myers 1921.  Rhodopsalta leptomera ingår i släktet Rhodopsalta och familjen cikador. Inga underarter finns listade i Catalogue of Life.